# 東京、宵町草。
「東京、宵町草。」（とうきょう、よいまちぐさ。）は、2002年2月21日に発売された前田有紀の3枚目のシングル。

## 収録曲
1. 東京、宵町草。（4分17秒）
作詞：もりちよこ／作曲：五木ひろし／編曲：竜崎孝路
2. 東京、宵町草。 (オリジナル・カラオケ)
3. 東京、宵町草。 (一般用メロ入りカラオケ)
4. 故郷の唄が聞こえる（4分32秒）
作詞：仁井谷俊也／作曲：浜圭介／編曲：今泉敏郎
5. 故郷の唄が聞こえる (オリジナル・カラオケ)